# John Grisdale
John Russell Grisdale, född 23 augusti 1948, är en kanadensisk före detta professionell ishockeyback som tillbringade sex säsonger i den nordamerikanska ishockeyligan National Hockey League (NHL), där han spelade för ishockeyorganisationerna Toronto Maple Leafs och Vancouver Canucks. Han producerade 43 poäng (fyra mål och 39 assists) samt drog på sig 346 utvisningsminuter på 250 grundspelsmatcher. Han spelade också på lägre nivåer för Tulsa Oilers och Dallas Black Hawks i Central Hockey League (CHL) och Michigan Tech Huskies (Michigan Technological University) i National Collegiate Athletic Association (NCAA).
Grisdale blev aldrig draftad av någon NHL-organisation.
Efter den aktiva spelarkarriären arbetade han med affärsutveckling inom branscherna för värmeisolering och maskin- och industriteknik. 2012 blev han utnämnd till kommissarie för den nordamerikanska binationella juniorishockeyligan British Columbia Hockey League (BCHL).

## Statistik
| 1967–1968   | Michigan Tech Huskies | NCAA        | Spelade ej. | Spelade ej. | Spelade ej. | Spelade ej. | Spelade ej. | Spelade ej. | Spelade ej. | Spelade ej. | Spelade ej. | Spelade ej. |
| 1968–1969   | Michigan Tech Huskies | NCAA        | 30          | 7           | 7           | 14          | 45          | —           | —           | —           | —           | —           |
| 1969–1970   | Michigan Tech Huskies | NCAA        | 33          | 2           | 11          | 13          | 62          | —           | —           | —           | —           | —           |
| 1970–1971   | Michigan Tech Huskies | NCAA        | 31          | 2           | 23          | 25          | 61          | —           | —           | —           | —           | —           |
|             | Tulsa Oilers          | CHL         | 4           | 2           | 0           | 2           | 12          | —           | —           | —           | —           | —           |
| 1971–1972   | Tulsa Oilers          | CHL         | 59          | 0           | 15          | 15          | 105         | 13          | 1           | 3           | 4           | 23          |
| 1972–1973   | Toronto Maple Leafs   | NHL         | 49          | 1           | 7           | 8           | 76          | —           | —           | —           | —           | —           |
| 1973–1974   | Tulsa Oilers          | CHL         | 71          | 9           | 29          | 38          | 193         | —           | —           | —           | —           | —           |
| 1974–1975   | Toronto Maple Leafs   | NHL         | 2           | 0           | 0           | 0           | 4           | —           | —           | —           | —           | —           |
|             | Vancouver Canucks     | NHL         | 58          | 1           | 12          | 13          | 91          | 5           | 0           | 1           | 1           | 13          |
| 1975–1976   | Vancouver Canucks     | NHL         | 38          | 2           | 6           | 8           | 54          | 2           | 0           | 0           | 0           | 0           |
|             | Tulsa Oilers          | CHL         | 5           | 1           | 0           | 1           | 13          | —           | —           | —           | —           | —           |
| 1976–1977   | Vancouver Canucks     | NHL         | 20          | 0           | 2           | 2           | 20          | —           | —           | —           | —           | —           |
|             | Tulsa Oilers          | CHL         | 47          | 2           | 23          | 25          | 132         | 9           | 2           | 4           | 6           | 11          |
| 1977–1978   | Vancouver Canucks     | NHL         | 42          | 0           | 9           | 9           | 47          | —           | —           | —           | —           | —           |
| 1978–1979   | Vancouver Canucks     | NHL         | 41          | 0           | 3           | 3           | 52          | 3           | 0           | 0           | 0           | 2           |
|             | Dallas Black Hawks    | CHL         | 4           | 1           | 0           | 1           | 4           | —           | —           | —           | —           | —           |
| NHL totalt  | NHL totalt            | NHL totalt  | 250         | 4           | 39          | 43          | 346         | 10          | 0           | 1           | 1           | 15          |
| CHL totalt  | CHL totalt            | CHL totalt  | 190         | 15          | 67          | 82          | 459         | 22          | 3           | 7           | 10          | 34          |
| NCAA totalt | NCAA totalt           | NCAA totalt | 94          | 11          | 41          | 52          | 168         | —           | —           | —           | —           | —           |